# Dendrostilbella mycophila
Dendrostilbella mycophila är en svampart som först beskrevs av Christiaan Hendrik Persoon, och fick sitt nu gällande namn av Seifert 1985. Dendrostilbella mycophila ingår i släktet Dendrostilbella och familjen Helotiaceae.   Inga underarter finns listade i Catalogue of Life.